# Quatrième internationale
«Quatrième internationale» (Четвертый интернационал) — название ряда журналов, издававшихся во Франции сторонниками Левой оппозиции и Четвертого интернационала.

## «La lutte de classes» и «Quatrième internationale»: 1930-е годы
В феврале 1928 года французские сторонники Льва Троцкого начали выпуск журнала «La lutte de classes» (Борьба классов). Создавался как теоретический журнал Левой оппозиции во Франции. Секретарем редакции журнала был Пьер Навилль.
Выходил ежемесячно в Париже. В связи с политическими проблемами и недостатком финансирования журнал выходил не регулярно. Его выпуск несколько раз прерывался: на 4 месяца с октября 1928 по январь 1929 года и на 2 года с января 1933 по январь 1935 года. Журнал перестал издаваться в июне 1935 года в связи со вступлением французских троцкистов в СФИО. Всего вышло 52 номера.
После того, как сторонники Троцкого были исключены из СФИО, они создают Международную рабочую партию (МРП). В Париже в октябре 1936 года они начинают издавать теоретический журнал под названием «Quatrième internationale». Издание журнала прекращается на 17-м номере в мае 1939 года.

№ 2 (1972): «Dossier Chile»

## «Quatrième internationale»: 1942—1975 годы
В 1942 году активисты МРП начинают вновь выпускать журнал «Quatrième internationale». Первоначально он выходит в качестве теоретического органа Европейского секретариата Четвертого интернационала, с 1944 года — Европейского исполнительного комитета ЧИ, с 1947 года — Международного исполнительного комитета ЧИ, с середины 1960-х — Международной коммунистической партии, а затем Революционной коммунистической лиги (РКЛ), французских секций ЧИ. Сначала журнал издавался в Бельгии в Жилли и затем Брюсселе, потом — во Франции в Париже и Монтрё. Журнал имел несколько серий выпусков, каждая из которых начиналась новой нумерацией: 1942, 1942—1946, 1948—1957, 1958—1971, 1972—1975 годы. Также журнал имел несколько стилей оформления. Выпуск журнала прекратился в 1975 году.

## «Quatrième internationale»: 1980—1988 годы
В 1980 году РКЛ возобновила выпуск журнала с новой нумерацией. Выходил в Монтрё в издательстве РКЛ «Editions La Brèche». Издавался как орган Исполнительного комитета Четвертого интернационала. Журнал имел ISSN — 0765-1750. Всего до прекращения выпуска журнала в 1988 году было издано 30 номеров.